# Philip Ma
Philip Ma Ching Yeung (chinesisch 馬清揚 / 马清扬, Pinyin Mǎ Qīngyáng, Jyutping Maa5 Cing1joeng4, * 1. Mai 1963 in Hongkong) ist ein hongkong-chinesischer Autorennfahrer.

## Karriere
Ma begann seine Motorsportkarriere 1994 und nahm zunächst nur an asiatischen Rennen teil. Von 2003 bis 2011 nahm Ma an einigen Rennen des asiatischen Porsche Carrera Cups teil. Seine beste Gesamtplatzierung erzielte er 2009 mit dem siebten Rang.
Darüber hinaus ging Ma gelegentlich auch in internationalen Rennserien an den Start. 2004 nahm er in einem Lamborghini Murciélago R-GT von DAMS am Rennen der FIA-GT-Meisterschaft in Zhuhai teil. 2009 startete er in einem Aston Martin V8 Vantage GT2 bei den beiden 500-Kilometer-Rennen in Okayama im Rahmen der Asian Le Mans Series. Zum Saisonabschluss 2010 debütierte er in der Tourenwagen-Weltmeisterschaft (WTCC) und startete in einem Honda Accord Euro R beim Macau Grand Prix. 2011 trat er in einem BMW 320si von Proteam Racing an den letzten beiden Rennwochenenden der WTCC in Shanghai und Macau an. Er blieb wie in der Vorsaison ohne Punkte. Seine beste Einzelplatzierung in der WTCC ist ein 15. Platz.

## Statistik

### Karrierestationen
| - 1995: Global GT-Meisterschaft - 2002: ATCC - 2003: Asiatischer Porsche Carrera Cup (Platz 14) - 2004: Asiatischer Porsche Carrera Cup (Platz 10) - 2004: Asiatische Formel Renault Challenge - 2004: FIA-GT-Meisterschaft | - 2005: Asiatischer Porsche Carrera Cup (Platz 12) - 2006: Asiatischer Porsche Carrera Cup (Platz 13) - 2007: Asiatischer Porsche Carrera Cup (Platz 12) - 2008: Asiatischer Porsche Carrera Cup (Platz 14) - 2009: Asiatischer Porsche Carrera Cup (Platz 7) - 2009: Asian Le Mans Series, LMGT2 (Platz 9) | - 2010: Asiatischer Porsche Carrera Cup (Platz 14) - 2010: WTCC - 2011: Asiatischer Porsche Carrera Cup (Platz 27) - 2011: WTCC |